# Аиша (певачица)
Аиша Андрејева (лет. Aija Andrejeva) је летонска певачица, рођена 16. јануара 1986. у Огру, у Летонији. Победила је на летонском националном избору Eirodziesma 2010. Позната је по томе што је 2010. учествовала на Евровизији, са песмом What For?. Међутим, није успела да се пласира у финале.

## Дискографија
- Tu un Es (2006)
- Viss kārtībā, Mincīt! (2008)
- Dvēselīte (2009)